# 일본 내각관방

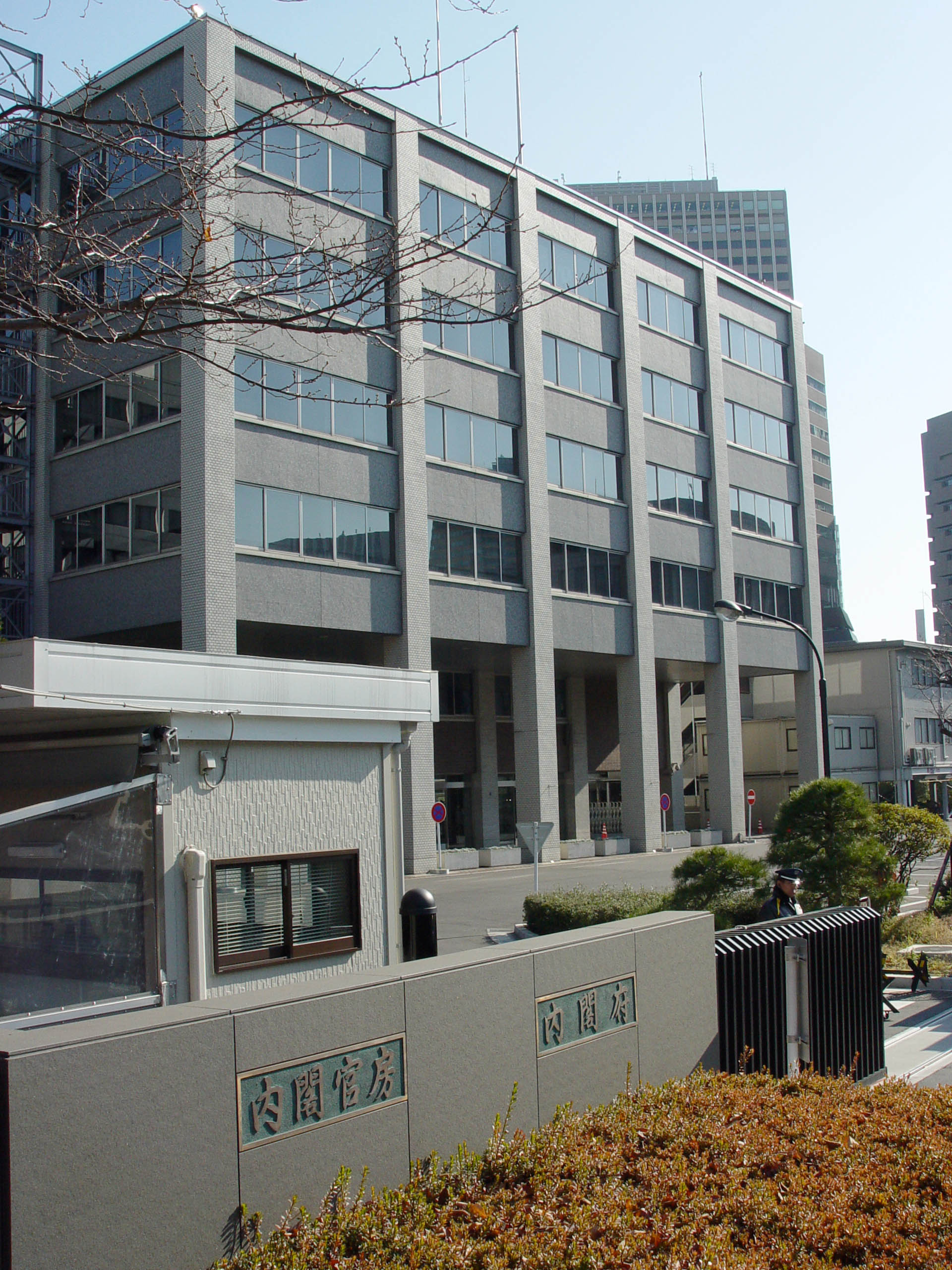
내각관방 청사

내각관방(일본어: 内閣官房, Cabinet Secretariat)은 일본에 존재하는 정부 기관 중 하나이다. 내각의 사무처로, 내각을 이끄는 내각총리대신을 돕는, 내각부 소속의 기관이다. 주로 내각의 서무, 주요 정책의 기획·입안·조정, 정보의 수집 등을 담당한다.
사무를 담당하는 내각관방 부장관은 특별직국가공무원으로, 원래 내무성에 속해 있던 부서들(경찰청, 총무성, 후생노동성, 국토교통성)에서 사무차관을 경험한 사람을 임명하는 경우가 많다. 다른 사무 담당 역할들은 2 ~ 3년마다 한번씩 교체하는 경우가 많은 것과는 다르게, 내각관방 부장관은 내각을 새롭게 구성하더라도 유임시키는 경우가 많아서 재임 기간이 10년 가까이 늘어나는 일이 많다.

## 조직
- 내각관방장관
  - 내각관방 부장관 (3명)
  - 내각위기관리감 (1명)
  - 내각관방 부장관보 (3명)
    - 위기관리심의관 (1명)

  - 내각 광보관 (1명) - 내각 광보실
    - 내각 광보실 내각 부광보관 (1명)
    - 내각 광보실 기획관 (1명)
    - 내각 광보실 조사관 (1명)

  - 내각 정보관 (1명) - 내각 정보조사실
    - 내각 정보조사실 차장 (1명)
    - 내각 정보조사실 조사관 (8명)
    - 내각 위성정보센터

  - 내각총리대신 보좌관 (5명 이내)
  - 내각총리대신 부속 비서관 (5명)
  - 내각총리대신 및 각성대신 이외의 각 국무대신에 속하는 비서관 (각 1명)
  - 내각 총무관실 - 내각 총무관 (1명)
    - 총리대신관저사무소장 - 총리대신관저사무소
    - 내각총무관실 기획관 (1명)
    - 내각총무관실 내각부참사관 (1명이상 3명이내)

  - 내각 심의관
  - 내각 참사관
  - 내각 기관
  - 내각관방 참여

또한 내각관방 부장관보의 앞으로 이하 조직이 놓여있다.
- 정보보안센터
- 정보통신기술(IT)담당실
- 행정개혁추진실
- 유기화학병기처리대책실
- 도시재생본부사무국
- 구조개혁특별구역추진실
- 납치문제대책본부사무국
- 지적재산전략추진사무국
- 이라크부흥지원추진실
- 지역재생추진실
- 대륙붕조사대책실
- 공항·항만수제위기관리팀
- 우정민영화추진실
- 지방분권추진실
- 사법제도개혁추진실
- 중심시가지활성화본부사무국
- 재도전담당실